# Jürg Studer
Jürg Studer (Rüttenen, 8 de setembro de 1966) é um ex-futebolista profissional suíço, defensor.

## Carreira
Jürg Studer integrou o elenco da Seleção Suíça de Futebol, na Copa do Mundo de 1994.